# Alessandro Ghebreigziabiher
Alessandro Ghebreigziabiher (né le 20 mai 1968 à Naples) est un écrivain et acteur de théâtre italien.

## Biographie
Alessandro Ghebreigziabiher est né à Naples et vit actuellement à Rome.
Il est l'auteur de romans et de nouvelles, acteur qui appartient au dénommé théâtre-récit, souvent engagés dans l'éducation interculturel et antiraciste avec des projets et des festivals.
Son premier livre, Tramonto ("Coucher du soleil"), Lapis Edizioni, en 2003 a été honoré par la Bibliothèque Internationale de la jeunesse de Munich avec The White Ravens, une mention pour les livres du monde entier considéré comme particulièrement remarquable.
Depuis 2007, il est directeur artistique du Festival du Conte italien Il dono della diversità ("Le cadeau de la diversité "), treizième édition en 2019.
Barry Bradford, orateur, historien et écrivain américaine qui a contribué à rouvrir l'affaire Edgar Ray Killen, apprécié sa nouvelle Il coraggio della speranza ("Le courage de l'espoir"), à propos de James Chaney, Andrew Goodman, Michael Schwerner, et a écrit la préface pour son livre Amori diversi ("Different Amours").
En 2016, il a fondé le groupe internationale Storytellers for Peace ("Conteurs pour la Paix"), composé d'artistes du monde entier, dans le but de créer vidéos collective en plusieurs langues sur la paix et les droits de l'homme.

## Œuvres

### Romans
- 2006 Il poeta, il santo e il navigatore (Fermento Editore)  (ISBN 88-89207-38-8)
- 2008 L’intervallo (Intermezzi Editore)  (ISBN 88-903576-1-4)
- 2015 La truffa dei migranti (Tempesta Editore)  (ISBN 978-88-97309-75-8)
- 2016 Elisa e il meraviglioso mondo degli oggetti (Tempesta Editore)  (ISBN 88-97309-87-9)
- 2017 Carla senza di Noi (Graphofeel Edizioni)  (ISBN 88-97381-79-0)
- 2019 Lo strano vizio del professor Mann (Ofelia Editrice)  (ISBN 88-99820-26-0)
- 2019 Matematica delle parole (Toutcourt Edizioni)  (ISBN 88-32219-09-3)
- 2020 A morte i razzisti (Oakmond Publishing)  (ISBN 39-62072-20-9)
- 2021 Agata nel paese che non legge (NEM Editore)  (ISBN 978-88-88903-63-7)
- 2023 Io, Blu e Rosso (Edizioni Bette)  (ISBN 979-12-80564-26-9)
- 2024 Specchi delle nostre brame (Edizioni Bette)  (ISBN 979-12-80564-35-1)

### Livres pour enfants
- 2002 Tramonto (Edizioni Lapis)  (ISBN 88-87546-60-6)
- 2008 Tra la terra e l’acqua (Camelozampa Editore)  (ISBN 978-88-903034-2-5)
- 2014 Roba da bambini (Tempesta Editore)  (ISBN 978-88-97309-57-4)
- 2017 Tramonto, la favola del figlio di Buio e Luce (Tempesta Editore)  (ISBN 978-88-97309-94-9)

### Recueil de nouvelles
- 2006 Mondo giovane (Editrice La Ginestra)  (ISBN 88-8481-025-6)
- 2006 Lo scrigno cosmopolita (Editrice La Ginestra)  (ISBN 978-88-8481-031-1)
- 2013 Il dono della diversità (Tempesta Editore)  (ISBN 978-88-97309-34-5)
- 2013 Amori diversi (Tempesta Editore)  (ISBN 88-97309-45-3)

### Essais
- 2022 Nato da un crimine contro l'umanità. Dialogo con mio padre sulle conseguenze del colonialismo italiano (Tab Edizioni)  (ISBN 978-88-9295-611-7)

### Spectacles théâtraux
- Tramonto (1999)
- Robin Dream (2005)
- La vera storia di Jean-Baptiste du Val-de-Grâce, oratore della razza umana (2008)
- Loving vs Virginia (2010)
- Storie e Notizie (2010)
- Nostro figlio è nato (2012)
- Il dono della diversità (2013)
- Roba da bambini (2014)
- Questa è la paura (2015)
- La truffa dei migranti (2015)
- Quando (2016)
- Curami (2017)
- Le sette vite di Eva (2018)
- Storie da pazzi di storie (2019)